# Anguilla na Mistrzostwach Świata w Lekkoatletyce 2022
Anguilla na Mistrzostwach Świata w Lekkoatletyce 2022 – reprezentacja Anguilli podczas mistrzostw świata w Eugene liczyła jednego zawodnika.

## Skład reprezentacji

### Mężczyźni
| Zawodnik      | Konkurencja   | Eliminacje | Eliminacje | Półfinał | Półfinał | Finał | Finał   | Źródło |
| Zawodnik      | Konkurencja   | Wynik      | Pozycja    | Wynik    | Pozycja  | Wynik | Pozycja | Źródło |
| ------------- | ------------- | ---------- | ---------- | -------- | -------- | ----- | ------- | ------ |
| Aiden Hazzard | bieg na 400 m | 51,44      | 40.        | NQ       | NQ       | NQ    | NQ      | [ 1 ]  |